# Pampatemnus
Pampatemnus es un género extinto de mamífero placentario del orden Notoungulata, suborden Toxodonta que vivió durante el Eoceno temprano a medio (hace 54-38 millones de años) en la provincia de Salta, Argentina.

## Etimología
Pampatemnus está formado por las palabras Pampa, del quechua "planicie, llanura" y Τεμγυς, del griego "surco", una terminación usada por el naturalista Florentino Ameghino para los Isotemnidae.

## Generalidades
Pampatemnus fue hallado en afloraciones de la Formación Lumbrera, Eoceno de la provincia de Salta, en el departamento de Guachipas. El género posee dos especies: Pampatemnus infernalis y Pampatemnus deuterus. El epíteto específico infernalis fue puesto en honor al Regimiento Los Infernales, mientras que deuterus hace referencia al orden del hallazgo.